# 炭素質コンドライト

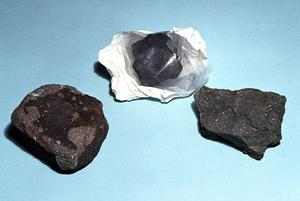
炭素質コンドライトのサンプル、左から、アエンデ隕石、タギシュ・レイク隕石、マーチソン隕石

炭素質コンドライト（たんそしつコンドライト、Carbonaceous Chondrite）、またはC-型コンドライト、もしくは炭素質球粒隕石はコンドリュールを含む石質隕石のうち、いろいろな化合物や有機物の形で炭素原子を含むものをいう。発見された隕石全体に占める炭素質コンドライトの割合は少なく、数十例である。
このタイプの隕石は、気化しやすい成分を多量に含んでいる。星間物質がいったん惑星などに集結すると重力エネルギーの開放によって高温となり、これらの成分は蒸発してしまうが、この隕石は固結してから200℃を超えたことはない。すなわち、原始惑星など大型天体の一部として取り込まれる過程を経ていない太陽系創生当時の原始の星間物質における、元素組成の情報を含んでいると考えられている。炭素質コンドライトのなかには、アミノ酸、脂肪酸などの有機物もしばしば見出される。原始地球に水をもたらした物質（隕石）と考えられている。
炭素質コンドライトはさらにCI、CM、CH、CR、CKなどに分類される。Cのつぎの文字はそのグループを代表する隕石の名前から取られている（例としてはCIのIはイブナ隕石にちなむ）。炭素質コンドライトのうち、有名なものにはオルゲイユ隕石、イブナ隕石、マーチソン隕石、タギシュ・レイク隕石、アエンデ隕石、カルーンダ隕石、NWA 801などがある。

## 関連文献
- 山本征生, 中村智樹, 野口高明, 岡崎隆司「Ningqiang炭素質コンドライト中の鉱物、希ガス組成に与える実験的水質変質の影響」『日本惑星科学会秋季講演会予稿集』日本惑星科学会2005年秋季講演会予稿集、2005年、84-84頁、doi:10.14909/jsps.2005f.0.84.0。